# جوزفينه ياكوب
جوزفين جاكوب (بالألمانية: Josephine Jacob)‏ هي ممثلة ألمانية، ولدت في 30 سبتمبر 1981 في شتارنبرغ في ألمانيا.

## وصلات خارجية
- جوزفينه ياكوب على موقع IMDb (الإنجليزية)
- جوزفينه ياكوب على موقع ألو سيني (الفرنسية)
- جوزفينه ياكوب على موقع أول موفي (الإنجليزية)
- جوزفينه ياكوب على موقع قاعدة بيانات الفيلم (الإنجليزية)
- جوزفينه ياكوب على موقع كينوبويسك (الروسية)